# Dicranomyia (Zelandoglochina) decincta
Dicranomyia (Zelandoglochina) decincta is een tweevleugelige uit de familie steltmuggen (Limoniidae). De soort komt voor in het Australaziatisch gebied.